# 稲垣将幸
稲垣 将幸（いながき まさゆき、1993年7月19日 - ）は、兵庫県出身の元プロ野球選手（内野手）。日本人の父とメキシコ人の母を持つ。

## 経歴
小学2年生の時に野球を始める。当初は捕手であったが、神戸須磨クラブに所属していた中学2年生の時に内野手に転向する。当時のチームに戸田隆矢（現・広島東洋カープ）がおり、戸田の投球を捕球できなかったことで転向させられたという。
滝川第二高に進む。高校時代は兵庫県立北須磨高等学校にいた桜井俊貴（現・読売ジャイアンツ）からよく安打を奪っていたという。
中央学院大学に進学するが、試合にはほとんど出られなかった。2016年に四国アイランドリーグplusの香川オリーブガイナーズに入団する。アイランドリーグに進んだのは大学時代の監督から「悔しかったらプロになってみろ!」と言われたことがきっかけだった。香川での登録名はクリス。これはメキシコ名の略称で、周囲の友人からの呼び名だった。
2017年、9本塁打を放ち本塁打王を獲得し、打率.276、打点29で後期MVPとベストナインを受賞した。このシーズンは前期終盤から主に4番を打つようになり、後期は8月に7本塁打を記録して前期終了時のトップと3本差を逆転した。自身は2桁を打つことを目標としていたため、成長した手応えはつかんだものの、「悔しさの方が強かった」と述べている。
2017年時点の報道ではチームOBの冨田康祐に動画を送ってアドバイスを受けていた。
2019年、後期開幕前の7月3日に、リーグのウェイバー公示により愛媛マンダリンパイレーツに移籍することが発表された。愛媛では本名の稲垣将幸を登録名とした。2019年シーズンの契約期間終了をもって愛媛を退団。
2022年11月に農家のかたわらレストランをオープンさせた。

## 詳細情報

### 独立リーグでの打撃成績
出典は、2018年まではリーグウェブサイトの各年度成績表、2019年度はリーグウェブサイトからリンクされる「一球速報.com」。
| 年 度     | 球 団     | 試 合 | 打 席 | 打 数 | 得 点 | 安 打 | 二 塁 打 | 三 塁 打 | 本 塁 打 | 打 点 | 盗 塁 | 犠 打 | 犠 飛 | 四 球 | 死 球 | 三 振 | 打 率 | 出 塁 率 | 長 打 率 |
| --------- | --------- | ----- | ----- | ----- | ----- | ----- | -------- | -------- | -------- | ----- | ----- | ----- | ----- | ----- | ----- | ----- | ----- | -------- | -------- |
| 2016      | 香川      | 49    | 124   | 107   | 12    | 20    | 5        | 0        | 1        | 11    | 0     | 2     | 2     | 11    | 2     | 27    | .187  | .270     | .261     |
| 2017      | 香川      | 65    | 243   | 203   | 20    | 56    | 10       | 1        | 9        | 29    | 0     | 3     | 1     | 26    | 1     | 56    | .276  | .359     | .467     |
| 2018      | 香川      | 49    | 191   | 163   | 12    | 43    | 10       | 1        | 2        | 25    | 0     | 0     | 1     | 22    | 4     | 35    | .264  | .363     | .374     |
| 2019      | 香川      | 33    | 121   | 103   | 3     | 24    | 2        | 0        | 1        | 12    | 0     | 0     | 1     | 14    | 3     | 33    | .233  | .339     | .282     |
| 2019      | 愛媛      | 29    | 89    | 77    | 9     | 16    | 2        | 0        | 0        | 6     | 0     | 0     | 1     | 9     | 2     | 22    | .208  | .303     | .234     |
| '19計     | 愛媛      | 62    | 210   | 180   | 12    | 40    | 4        | 0        | 1        | 18    | 0     | 0     | 2     | 23    | 5     | 55    | .222  | .324     | .261     |
| 通算：4年 | 通算：4年 | 225   | 768   | 653   | 56    | 159   | 29       | 2        | 13       | 83    | 0     | 5     | 6     | 82    | 12    | 173   | .243  | .336     | .354     |

- 各年度の太字はリーグ最高。

### 背番号
- 47（2016年 - 2019年7月2日）
- 99（2019年7月3日 - 同年シーズン終了）